# Acoplamiento bibliográfico
El acoplamiento bibliográfico , como la cocitación, es una medida de similitud que utiliza el análisis de citas para establecer una relación de similitud entre documentos. El acoplamiento bibliográfico ocurre cuando dos obras hacen referencia a una tercera obra común en sus bibliografías. Es una indicación de que existe una probabilidad de que las dos obras traten un tema relacionado.
Dos documentos están bibliográficamente acoplados si ambos citan uno o más documentos en común. La "fuerza de acoplamiento" de dos documentos dados es mayor cuanto mayor sea el número de citas de otros documentos que comparten.
De manera similar, dos autores están bibliográficamente acoplados si las listas de referencias acumulativas de sus respectivas obras contienen cada una una referencia a un documento común, y su fuerza de acoplamiento también aumenta con las citas a otros documentos que comparten. Si la lista acumulada de referencias de la obra de un autor se determina como la unión de varios conjuntos de los documentos de los que el autor es coautor, entonces la fuerza de acoplamiento bibliográfico de dos autores (o más precisamente, de sus obras) se define como el tamaño de  la intersección multiconjunto de sus listas de referencia acumulativas.
El acoplamiento bibliográfico puede ser útil en una amplia variedad de campos, ya que ayuda a los investigadores a encontrar investigaciones relacionadas realizadas en el pasado. Por otro lado, dos documentos son cocitados si ambos son citados independientemente por uno o más documentos.

## Historia
El concepto de acoplamiento bibliográfico fue introducido por MM Kessler del Instituto de Tecnología de Massachusetts (MIT) en un artículo publicado en 1963, y ha sido incluido en el trabajo del científico de la información Eugene Garfield. Es uno de los primeros métodos de análisis de citas para el cálculo de similitud de documentos y algunos han cuestionado su utilidad, señalando que dos trabajos pueden hacer referencia a un tema completamente no relacionado en el tercero. Además, el acoplamiento bibliográfico es una medida de similitud retrospectiva, lo que significa que la información utilizada para establecer la relación de similitud entre documentos se encuentra en el pasado y es estática, es decir, la fuerza del acoplamiento bibliográfico no puede cambiar con el tiempo, ya que los recuentos de citas salientes son fijos.
El enfoque de análisis de citas conjuntas introducido por Henry Small y publicado en 1973 abordó esta deficiencia del acoplamiento bibliográfico al considerar las citas entrantes de un documento para evaluar la similitud, una medida que puede cambiar con el tiempo. Además, la medida de cocitación refleja la opinión de muchos autores y, por lo tanto, representa un mejor indicador de la similitud del tema.
En 1972, Robert Amsler publicó un artículo que describía una medida para determinar la similitud temática entre dos documentos fusionando el análisis de acoplamiento bibliográfico y cocitación.
En 1981, Howard White y Belver Griffith introdujeron el análisis de citas conjuntas de autores (ACA). No fue sino hasta 2008 que Dangzhi Zhao y Andreas Strotmann combinaron su trabajo y el de MM Kessler para definir el análisis de acoplamiento bibliográfico de autor (ABCA), señalando que mientras los autores estén activos, esta métrica no es estática y que es particularmente útil cuando combinado con ACA.
Más recientemente, en 2009, Gipp y Beel introdujeron un nuevo enfoque denominado Análisis de proximidad de cita conjunta (CPA). CPA se basa en el concepto de cocitación, pero representa un refinamiento de la medida de Small en el sentido de que CPA además considera la ubicación y la proximidad de las citas dentro del texto completo de un documento. La suposición es que las citas más cercanas tienen más probabilidades de exhibir una relación de similitud más fuerte.
En resumen, una descripción cronológica de los métodos de análisis de citas incluye:
- Acoplamiento bibliográfico (1963)
- Análisis de citas conjuntas (publicado en 1973)
- Medida de Amsler (1972)
- Análisis de citas conjuntas de autores (1981)
- Análisis de acoplamiento bibliográfico del autor (2008)
- Análisis de proximidad de cocitación (CPA) (2009)